# Helandija
Helandija (iz grškega xελάνδιον [helándion]) je bila bizantinska vojna galeja, različica dromona, ki je služila tudi kot tovorna ladja.

## Zgodovina
Izraz helandion, ki  izhaja iz grške besede kelēs – isker  ali bojni konj, se je prvič pojavil v zgodnjem 8. stoletju. V srednjeveški latinščini zahodne Evrope se je ladja imenovala helandium ali scelandrium.  Arabci so v svojih mornaricah uporabljali verjetno približno enako ladjo  šalandī.
Za razliko od dromona je imela helandija samo dve vrsti vesel (birema), ki so bila njeno glavno pogonsko sredstvo, čeprav je pogosto imela tudi eno ali dve latinski jadri. Na krmi je imela dve krmilni vesli.  Opremljena je bila tudi z metalci grškega ognja, tajnega orožja bizantinske vojne mornarice.
Izraza helandija in dromon  se v srednjeveških pisnih  viri pogosto uporabljata kot enakovredna, kar povzroča veliko zmedo.  Zdi se, da se je helandija razvila iz ladje za prevoz konj (hippagōgon). To pomeni, da se je morala njena konstrukcija vsaj delno razlikovati  od  standardnega dromona: ladja je morala imeti po celi dolžini prostor za vrsto konj, kar je povečalo njeno širino in grez.
V 10. stoletju je helandija tvorila glavnino bizantinske mornarice. Gradili so jo v dveh različicah: helandion usiakon (χελάνδιον οὑσιακόν) ali enostavno usiakon ali usiakos,  ki je dobila ime po 108 članski posadki, in helandion pamfilon (χελάνδιον πάμφυλον) ali enostavno pamfilon ali pamfilos, katere posadka je štela 120–160 mož. Njeno ime izhaja ali iz imena pokrajine Pamfilije, kjer so jo uporabljali kot tovorno ladjo,  ali iz naziva njene »izbrane posadke«  (iz grškega πᾶν + φῦλον [pan-filon],  vsa plemena). 

## Vir
- Pryor, John H.; Jeffreys, Elizabeth M. (2006). The Age of the ΔΡΟΜΩΝ: The Byzantine Navy ca. 500–1204. Leiden, The Netherlands and Boston, Massachusetts: Brill Academic Publishers. ISBN 978-90-04-15197-0.